# Endocoxelus borbonicus
Endocoxelus borbonicus là một loài bọ cánh cứng trong họ Zopheridae. Loài này được Vinson miêu tả khoa học năm 1953.